# 图夫尔
图夫尔（法語：Touvre，法語發音：[tuvʁ]）是法国夏朗德省的一个市镇，位于该省中部，省会昂古莱姆市区以东，属于昂古莱姆区和大昂古莱姆城市公共社区。

## 地理
图夫尔（45°39'40"N, 0°15'33"E）面积9.06 平方千米，位于法国新阿基坦大区夏朗德省，该省份为法国西部内陆省份，北起德塞夫勒省和维埃纳省，东临上维埃纳省，东南至多尔多涅省，南至多爾多涅省，西接滨海夏朗德省。
与图夫尔接壤的市镇（或旧市镇、城区）包括：加拉、图夫尔河畔马尼亚克、莫尔纳克、图夫尔河畔吕埃勒。
图夫尔的时区为UTC+01:00、UTC+02:00（夏令时）。

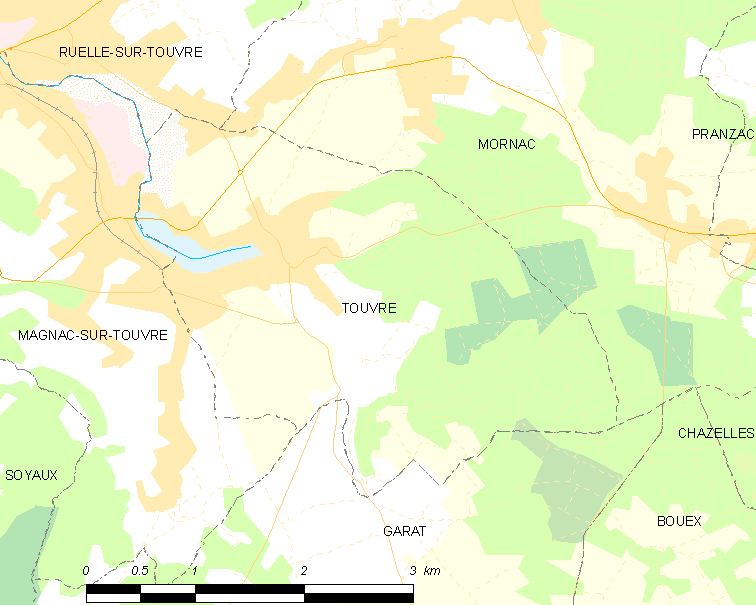
图夫尔的OSM定位图

## 行政
图夫尔的邮政编码为16600，INSEE市镇编码为16385。

## 政治
图夫尔所属的省级选区为图夫尔-布拉科讷县。

## 交通
夏朗德省省道D23线和D57线在境内交汇。

## 人口

1962-2008年间图夫尔人口变化图示

图夫尔于2022年1月1日时的人口数量为1146人。